# Sara Corrales
Sara Corrales  (Medellín, Kolumbia, 1985. december 27. –) kolumbiai színésznő.

## Élete és pályafutása
1985. december 27-én született Medellínben. Első szerepét 2004-ben játszotta a Todos quieren con Marilin című sorozatban. 2009-ben a Telemundóhoz szerződött, ahol Victorina Fernández szerepét játszotta a Victorinos-ban. 2010-ben A klón című telenovellában Karla szerepét játszotta. 2011-ben az El secretario című sorozatban Lucila Castillót alakította.

## Filmográfia

### Telenovellák
- La doble vida de Estela Carrillo (2017) - Estela Carrillo / El Dorado
- Vuelve temprano (2016-2017) - Denisse Moya / Candy
- Álmodj velem! (Despertar contigo) (2016-2017) - Cindy Reyna
- El capitán Camacho (2015) - Lina Marcela Durán
- Az egek ura (El Señor de los Cielos) (2013-2014) - Matilde Rojas
- El secretario (2013) - Lucila Janet Castillo
- Ojo por ojo (2010) - Karina
- A klón (El Clon) - Karla Pérez
- Victorinos (2009) - Victorina Fernández
- Vecinos (2008)- Jessica Antonieta Morales
- La marca del deseo (2007) - María Claridad
- En los tacones de Eva (2006) - Angélica
- Cuando rompen las olas (2006)
- Merlina, mujer divina (2006) - Yuri 'Paloma' Paz
- Todos quieren con Marilyn (2004) - Catalina Osorio

## Fordítás
Ez a szócikk részben vagy egészben  a   Sara_Corrales című angol Wikipédia-szócikk fordításán alapul.  Az eredeti cikk szerkesztőit annak laptörténete sorolja fel. Ez a jelzés csupán a megfogalmazás eredetét és a szerzői jogokat jelzi, nem szolgál a cikkben szereplő információk forrásmegjelöléseként.